# San Cristóbal de Lípez
San Cristóbal es una comunidad de Bolivia, ubicada en las tierras altas del país. Administrativamente se encuentra en el municipio de Colcha K, en la provincia de Nor Lipez, en la región sudoeste del departamento de Potosí, y se encuentra ubicada a 3.775 m s. n. m.
Tiene una base legal de creación del 27 de julio de 1584.
Límites territoriales:
- Al norte con la provincia de Daniel Campos (municipio de Tahua, Salar de Uyuni) y el municipio de San Pedro de Quemes.
- Al sud con las provincias de Enrique Baldivieso (municipio de San Agustín) y Sud Lípez (municipio de San Pablo de Lípez)
- Al este con las provincias de Antonio Quijarro (municipio de Uyuni) y Sud Chichas (municipio de Atocha)
- Al oeste con el municipio San Pedro de Quemes y la República de Chile.

En la localidad de San Cristóbal existió, desde la época de la colonización española un pequeño poblado dedicado a la minería. El pueblo de origen colonial fue trasladado a una nueva localización para permitir la explotación a gran escala de la mina San Cristóbal. En su nuevo emplazamiento el pueblo fue equipado con los servicios básicos y la antigua iglesia fue trasladada a su nuevo emplazamiento.
Actualmente el pueblo, que ha crecido significativamente en la primera década del siglo XXI, cuenta con 2.932 habitantes.

## Atractivos turísticos
Los principales atractivos turísticos de la localidad y alrededores son:
- Mirador Irucancha: El mirador Irucancha es un mirador natural que se complementa con una casita en madera realizada para gozar mejor del paisaje a 360 grados.  Desde este mirador se pueden observar las excavaciones a cielo abierto de la Empresa Minera San Cristóbal por un lado y por el otro, se observa en su extensión el Salar de Uyuni, o Tunupa con sus islas y sus cerros.

- Iglesia San Cristóbal: La iglesia, como el pueblo originario de San Cristóbal, fue traslada piedra a piedra de su lugar original a causa del yacimiento minero sobre el cual la población y el templo se ubicaban. A través de un difícil acuerdo alcanzado entre la población y la empresa minera interesada en la zona, se logró con el apoyo de expertos, el traslado integral de la iglesia.  Los únicos detalles que han tenido que se replicados a través de específicos estudios y acciones han sido las pinturas internas. La Iglesia de San Cristóbal presenta una arquitectura propia del siglo XVII de tipo barroco; fue construida por los jesuitas. Como en su sitio original, la Iglesia está ubicada dentro de un gran predio cercado con muros perimetrales, tiene el lado sur destinado al ingreso principal al atrio y la Iglesia en cuya parte central se halla un arco rebajado flanqueado por ocho arcos de menor dimensión y en los extremos por dos sobrias espadañas accesibles del exterior desde un leve retiro de la calle. Existe también un ingreso lateral por el oeste de la plaza, hacia un patio luego a la nave.  Se destacan en las cuatro esquinas dentro de los muros perimetrales pozas de piedra cortada cubiertas con bóveda; hay otras dos pozas en el pueblo. Este monumento, con planta original de cruz latina presenta nave única, altar menor y mayores en los brazos del crucero. Adosada al lado izquierdo de la nave se halla el baptisterio donde se puede observar pintura mural sumamente interesante. Desde este, se accede al coro alto, existe también pintura mural en la nave donde además hay un altar adosado al lado izquierdo con apoyos laterales, se ha adosado posteriormente al lado izquierdo del altar mayor la sacristía, y a esta un depósito. Las cubiertas son de paja a dos aguas, los muros son anchos, tapiales, revocados con cimiento de cal y canto.

- Achupalla que es un lugar de costumbres y rituales ancestrales que hasta hoy día se sigue manteniendo como un centro ritual y de costumbres. La formación de la roca es como un vaso de champán, en la parte inferior se encuentra una pequeña cueva donde se practica las costumbres ancestrales. También en el mismo lugar se prepara la challa de bienes y Camiones cada 30 de julio. Ven y Visita es un nuevo mundo que descubrir.

## Clima
El clima de San Cristóbal de Lípez es árido frío (BWk), según la clasificación climática de Köppen.
Se caracteriza por su baja precipitación pluvial, concentrados principalmente en los meses de diciembre a marzo.  
La evapotranspiración es muy alta existiendo un déficit de humedad durante todo el año.
Las temperaturas son bajas, con marcadas variaciones diarias. 
```
Climograma de Colcha "K" (Bolivia), cerca de 12 km de San Cristóbal de Lípez.
  
Fuente:
 GeoKLIMA
[
2
]
```

## Transporte
San Cristóbal se ubica a 286 kilómetros por carretera al suroeste de Potosí, capital del departamento homónimo.
Desde Potosí, la carretera nacional asfaltada Ruta 5 recorre 198 kilómetros en dirección suroeste hasta Uyuni, desde allí la Ruta 701 continúa hacia el suroeste y luego de 61 km cruza el río Grande de Lípez y luego de otros 27 km llega al pueblo de San Cristóbal.
Hay una pista de aterrizaje a 2 kilómetros al sur de la ciudad, que ocasionalmente es utilizada por aviones más pequeños. Existe la necesidad de vuelos debido a la cercana mina a cielo abierto de zinc, plata y plomo operada por la Minera San Cristóbal.